# Glenea bangueyensis
Glenea bangueyensis là một loài bọ cánh cứng trong họ Cerambycidae.